# هرایر هواکیمیان (محقق تئاتر)
هرایر مسروپی هواکیان (ارمنی: Հրայր Մեսրոպի Հովակիմյան؛ زاده ۱۶ نوامبر ۱۹۰۸ - درگذشته ژانویهٔ ۱۹۹۰) تئاترشناس اهل ارمنستان بود. وی بین سال‌های - تا - میلادی فعالیت می‌کرد.

## زندگی‌نامه
وی در ۱۶ نوامبر ۱۹۰۸ در اوشاکان به دنیا آمد و از دانشگاه دولتی ایروان (۱۹۳۹) فارغ‌التحصیل گشت. وی عضو اتحادیه نویسندگان اتحاد شوروی بود.  وی همچنین برنده جوایزی همچون چهره هنری شایسته ارمنستان شوروی (۱۹۶۷) و نشان ستاره سرخ شد. وی در ژانویهٔ ۱۹۹۰ در سن ۸۱ سالگی درگذشت.

## یادداشت
1. ↑  ԽՍՀՄ Գրողների միություն